# Festival (álbum)
Festival é o oitavo álbum de estúdio da banda americana Santana, lançado em 26 de março de 1976 e chegou a 27ª posição nas paradas da Billboard.
O álbum contém a faixa "Verão Vermelho", originalmente cantada por Elis Regina e tocada aqui em homenagem à cantora.

## Faixas
| N.º | Título                       | Música                             | Duração |  |
| 1.  | "Carnaval"                   | Coster, Santana                    | 2:15    |  |
| 2.  | "Let the Children Play"      | Santana, Leon Patillo              | 3:28    |  |
| 3.  | "Jugando (instrumental)"     | Santana, Areas                     | 2:12    |  |
| 4.  | "Give Me Love"               | Tellez                             | 4:29    |  |
| 5.  | "Verão Vermelho"             | Buzar                              | 5:00    |  |
| 6.  | "Let the Music Set You Free" | Santana, Coster, Patillo, Rubinson | 3:39    |  |
| 7.  | "Revelations (instrumental)" | Coster, Santana                    | 4:37    |  |
| 8.  | "Reach Up"                   | Santana, Coster, Patillo, Jackson  | 5:23    |  |
| 9.  | "The River"                  | Santana, Patillo                   | 4:53    |  |
| 10. | "Try a Little Harder"        | Patillo                            | 5:04    |  |
| 11. | "María Caracôles"            | African                            | 4:32    |  |